# Agave parviflora
El amole (Agave parviflora) es una especie de planta de floración perenne suculenta en la familia de espárrago, conocido por el nombre común agave de flor pequeña. Es nativo a Arizona en los Estados Unidos y Sonora en México. El epíteto específico parviflora significa "flores pequeñas". Este agave produce una roseta pequeña hasta 25 cm de alto por 20 cm de ancho. Las hojas suculentas miden hasta 20 cm de largo y son verde oscuro encerado con márgenes blancos. Los márgenes de hoja tienen fibras. La planta produce una inflorescencia 1-2 metros (3-7 pies) m de alto con flores amarillas pálidas o crema en verano. Las flores son polinizadas por abejas como abejorros. Esta especie es el agave más pequeño en Arizona y es buscado por coleccionistas. Por esta razón la especie ha declinado en su hábitat nativo. Hay sólo aproximadamente dos docenas de poblaciones naturales en Arizona. Otras amenazas a la especie incluyen construcción de carreteras y minería.
La planta está valorada en cultivo y ha obtenido el premio de la Sociedad Hortícola Real de Mérito de Jardín.
Las subespecies de la planta incluyen ssp. parviflora y ssp. densiflora.